# Amadou Bourou
Pour les articles homonymes, voir Bourou.
Amadou Bourou (né le 14 novembre 1951 à Bamako au Mali et mort le 8 janvier 2010 à Ouagadougou au Burkina Faso) est un homme de théâtre burkinabè, comédien, pédagogue du théâtre et metteur en scène. On en a parlé comme d'une figure de proue du théâtre et du cinéma burkinabé.

## Biographie
Sa carrière commence en 1972, et pendant trente-sept ans, il a une vie bien remplie consacrée au théâtre, ensuite au cinéma où il débute en 1991 avant de mettre son talent au service de la chorégraphie grand spectacle pour le CAN 98 et pour le FESPACO 2007.
De retour en 1989 de la France où il avait étudié le théâtre, décide de se consacrer entièrement à cette passion qui l’avait détourné de ses études de Lettres modernes à Paris VIII alors qu’il était en année de DEA.
Il fonde la compagnie Feeren, en 1990 à Ouagadougou, où il crée une des premières formations contemporaines pour des jeunes comédiens et artistes du spectacle vivant (notamment son neveu le danseur Seydou Boro, la comédienne Odile Sankara, feu Bienvenu Bonkian et Hamado Tiemtoré). Amadou Bourou rêvait de professionnaliser le théâtre burkinabé, un choix qu’il assuma jusqu’au bout. Une folie que recevront en héritage les comédiens formés dans sa compagnie et ses disciples qui perpétuent aujourd’hui son œuvre. 
Il met en scène Sarzan, tiré d'une œuvre de Birago Diop, en 1994, reprise en 2004, puis par la compagnie pour un hommage en 2014 avec les comédiens de la création : Odile Sankara, Seydou Boro et Alain Héma qu'il a formés.
Il a joué dans Siraba, la grande voie, du Burkinabè Issa Traoré de Brahima.
Amadou Bourou apparaît dans La Tumultueuse Vie d'un déflaté, film de Camille Plagnet, pour jouer le texte de Saïdou Z Ouedraogo, portrait drôle et sensible d’un esthète lettré accablé par le chômage au Burkina Faso. Ce film a été présenté en 2010 au Festival Quintessence de Ouidah, au Bénin, dans la section documentaire « Afro-docs/Euro-docs », et y a obtenu la mention spéciale du jury pour le prix du meilleur scénario.

## Filmographie
- 1998 : Silmandé - Tourbillon, de S. Pierre Yaméogo[5]
- 2003 : Siraba, la grande voie, d'Issa Traoré de Brahima
- 2004 : Ouaga saga de Dani Kouyaté : le directeur Lonab
- 2006 : Le Monde est un ballet d'Issa Traoré de Brahima
- 2006 : Quand les éléphants se battent, court métrage d'Abdoulaye Dao
- 2009 : La Tumultueuse Vie d'un déflaté de Camille Plagnet

## Citation
« Un pas est un pas. Ni de fourmi, ni d'éléphant, mais un pas d'homme. Un pas d'homme engagé dans le monde. »